# 铁东街道 (白城市)
铁东街道，是中华人民共和国吉林省白城市洮北区下辖的一个乡镇级行政单位。

## 行政区划
铁东街道下辖以下地区：
明珠社区、曙光社区、通途社区和爱民社区。